# Městečko
Městečko är en ort i Tjeckien.   Den ligger i regionen Mellersta Böhmen, i den centrala delen av landet, 40 km väster om huvudstaden Prag. Městečko ligger 266 meter över havet och antalet invånare är 396.
Terrängen runt Městečko är kuperad åt sydost, men åt nordväst är den platt. Městečko ligger nere i en dal. Runt Městečko är det ganska glesbefolkat, med 27 invånare per kvadratkilometer. Närmaste större samhälle är Beroun, 17,7 km sydost om Městečko. I omgivningarna runt Městečko växer i huvudsak blandskog.